# Akratie (Zeitschrift)
Akratie (von griechisch α-κρατία = Nicht-Herrschaft) war eine deutschsprachige Zeitschrift für historischen Anarchismus; erschienen von 1973 bis 1981, herausgegeben von Heiner Koechlin in Basel.

## Geschichte

### Zeitgeist
Von 1971 bis 1974 erschien zweimonatlich, herausgegeben von Otto Reimers, Zeitgeist, eine anarchistische Zeitschrift für sozialen Fortschritt, freien Sozialismus, Kultur und Zeitgeschehen. Sie wurde von den Gruppen antiautoritärer freier Sozialisten in Laufenburg und Hamburg verlegt. Die letzte Ausgabe von Zeitgeist (Doppelnummer 30/31, Ende 1974) war eine 216-seitige Publikation, in der Otto Reimers sich von seinen Lesern verabschiedete.
Vorgänger der Zeitschrift Zeitgeist war von 1969 bis 1971, ebenfalls herausgegeben von Otto Reimers, das Blatt neues beginnen.

### Akratie
1973 hatte Heiner Koechlin in Basel die Zeitschrift Akratie gegründet.
 1975 wurden die beiden Zeitschriften Zeitgeist und Akratie unter dem Titel Akratie zusammengeführt und allein von Heiner Koechlin herausgegeben und vertrieben. Ab der Nr. 6 (1976) übernahm Otto Reimers in Laufenburg den Vertrieb der „Akratie“ in der BRD. Zwei Sonderausgaben wurden publiziert: ein Heft 1974 und eines 1978 mit Gedanken zum Zeitgeschehen. Es erschienen insgesamt 15 Ausgaben, die letzte 1981.
Als Nachfolge kann die von Heiner Koechlin herausgegebene und verfasste „aktuelle Schriftenreihe“ Sisyphos angesehen werden, die von 1982 bis 1985 in drei Folgen erschien.

## Zielsetzung
Die Zeitschrift Akratie hatte keinen Untertitel. Koechlins in Heft Nr. 2 abgedruckter, längerer Vortrag Anarchismus hat jedoch programmatischen Charakter. Koechlin gibt dort einen Abriss der Auffassungen der bekannteren Anarchisten – bemerkenswert: Max Stirner zählt er nicht zu ihnen – und charakterisiert Anarchismus wie folgt: „Der Anarchismus war und ist eine ausgesprochen moralische Bewegung. Zwar ist er immer gegen die bestehende Moral, nie aber im Namen von Unmoral oder Amoral, sondern immer im Namen einer menschlicheren, ehrlicheren und moralischeren Moral.“ An seine katholische Audienz gerichtet fasst er zusammen: „Mit richtig verstandenem Christentum hat richtig verstandener Anarchismus, trotz aller historischer Feindseligkeit, das gemeinsam, dass er nie am Ende ist, und, soviel er auch auf der Welt zu realisieren vermag, immer in Konfrontation mit der Welt bleiben wird.“ Dementsprechend bezeichnet er Leo Tolstoi als den „konsequentesten und reinsten Anarchisten“. „Akratie ist kurz gesagt menschliches Zusammenleben ohne irgendeine Art von äusserem Zwang. Alle Menschen, die eine Spur hinterlassen haben, Gelehrte und Einfache, lebten so, als ob kein Zwang existiere. Darum hinterließen sie eine Spur. Sie lebten beispielhaft. Sie waren weiter als das was sie umgab, und was permanenter, sich auf alles erstreckender Zwang war. Dieser existierte für sie nicht und war für sie unnötig.“

## Themen
Die Grundsätze „Anarchie ist Freiheit ohne Gewalt“ und „Grundlage des Anarchismus ist die Toleranz“ bestimmten die Themen (und die Grundhaltung) vieler Beiträge in Zeitgeist und in Akratie. Akratie setzte sich mit philosophischen Fragen, mit dem „real existierenden Sozialismus“ allgemein und mit der kommunistischen Diktatur in Kuba im Besonderen auseinander. Augustin Souchy veröffentlichte in der Nr. 4 (1975) einen Artikel über Die kubanischen Libertarios und die Castro-Diktatur. Tagespolitische Themen wurden hingegen kaum und in manchen Heften gar nicht berücksichtigt. Dadurch vermittelte die Zeitschrift den Eindruck einer Publikation von Alt-Anarchisten, die keinen Bezug zum Neo-Anarchismus der 68er-Generation hatte (DadA).

## Autoren
Bernard Assiniwi, Günter Bartsch, Antonio Birlan, Martin Buber, Christian Bühler, Denis Ehmer, Peter Jokostra, Arnold Künzli, Gustav Landauer, Brigitte Landauer-Hausberger, Fritz Linow, Helga Lutz, Hubert Matos, Erich Mühsam, Franz Oppenheimer, J. Peter Peirats, Otto Reimers (Autorensigel: O.R.), José Ribas, Hans Schaub, André Schenker, Augustin Souchy, Simone Weil, Otto Worm, Willi Paul und andere.